# Short tandem repeat

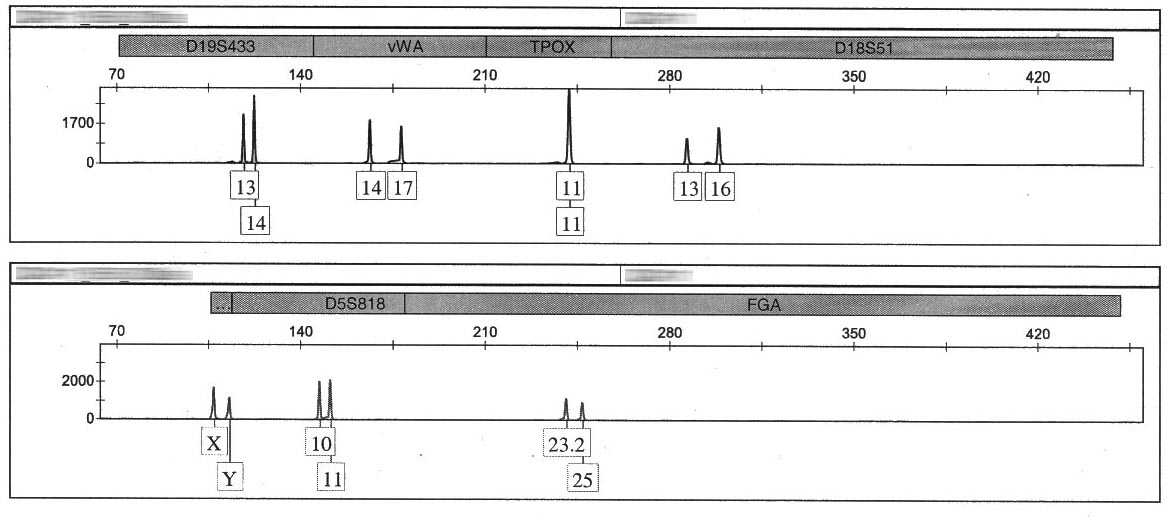
Een deel van een menselijk STR profiel verkregen met Applied Biosystems Identifiler kit

Een short tandem repeat (STR) of short tandem repeat polymorphism (STRP) (korte herhalingen achter elkaar) is een herhaling van 2, 3 of 4 nucleotiden (di-, tri- en tetranucleotiden repeats) en wordt gemiddeld 10 tot 100 keer herhaald. Ze komen voor in de intronen of in het junk-DNA. De STR's worden dus niet vertaald naar eiwitten, maar horen wel aanwezig te zijn voor het functioneren van een gen.
Als STR's te lang of te kort zijn, kan dit een ziekte of aandoening ten gevolgen hebben doordat de functie van het gen dat in de buurt ligt verstoord wordt. De eerst gevonden en meest voorkomende repeat is: CA CA CA. Deze komt om de paar duizend basenparen voor.
STR's zijn zeer polymorf en het aantal repeats in een bepaalde STR verschilt van persoon tot persoon. Dit komt doordat er gemakkelijk een repeat bij gemaakt kan worden (insertie) of dat er een verwijderd wordt (deletie). STR’s worden dan ook gebruikt bij vaderschapstests en bij de identificatie van personen, omdat iedereen een uniek profiel heeft van de lengte van verschillende STR’s. Er komen verschillende soorten STR’s voor van simpel CA CA CA tot zeer complex GTACATG GTACATG GTACATG.